# 沙咀道
沙咀道（英語：Sha Tsui Road）是香港一條道路，為橫跨新界荃灣東西的主要幹道；西至青山公路－荃灣段（不包括沙咀道天橋）、東至德士古道，以荃灣昔日海角沙咀來命名，亦曾为荃湾的海岸線。

## 交匯道路

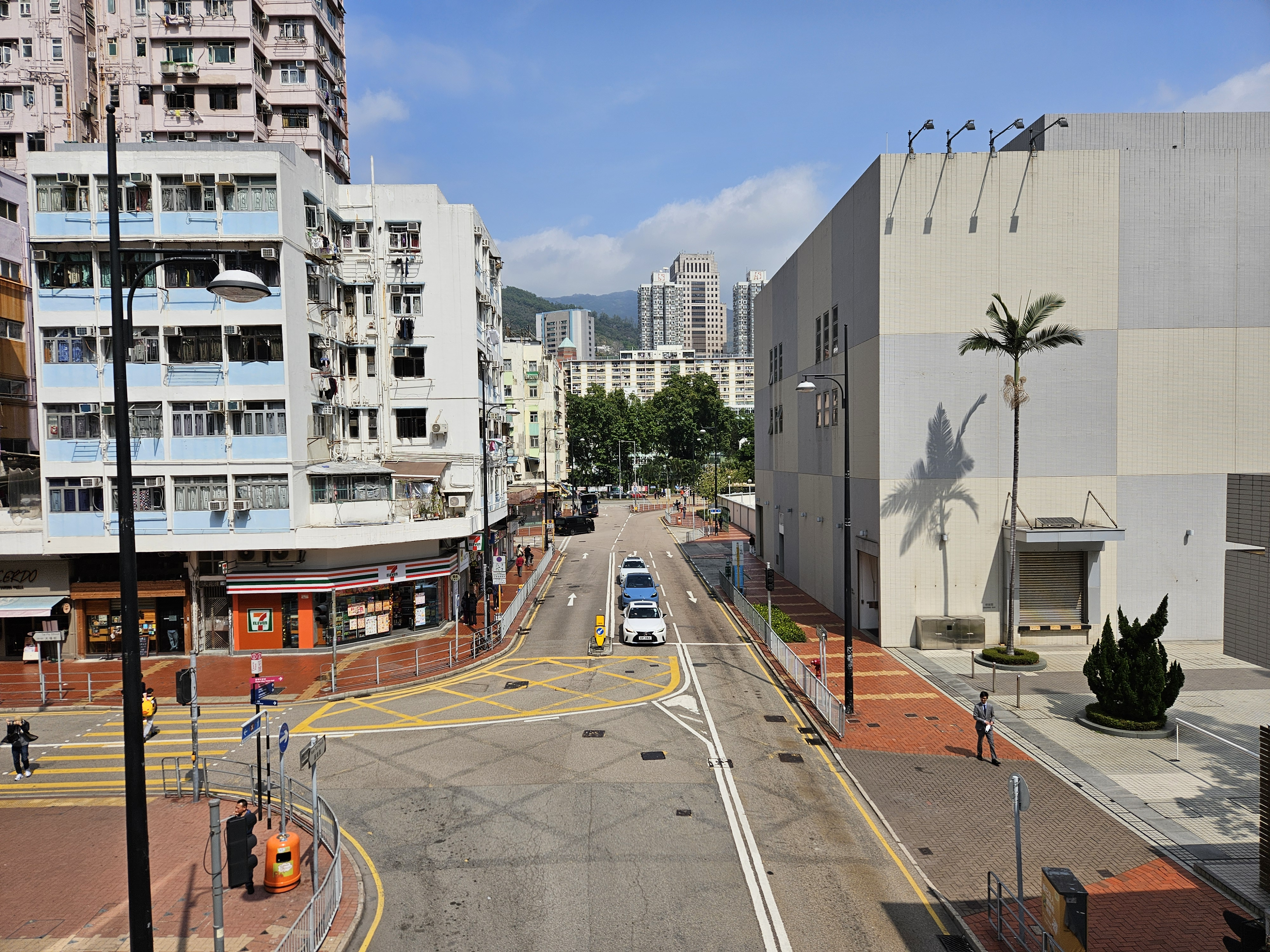
圓墩圍

- 青山公路－荃灣段
- 荃景圍
- 半山街
- 白田壩街
- 大涌道
- 曹公街
- 享成街
- 圓墩圍
- 大河道
- 禾笛街
- 大屋街
- 川龍街
- 眾安街
- 鹹田街
- 聯仁街
- 關門口街
- 荃榮街
- 德士古道

## 沿路著名地點
沙咀道沿路設有不少公共設施及商場：例如荃灣鄉事委員會，近大河道交界設有荃灣裁判法院、沙咀道遊樂場，商場有大鴻輝（荃灣）中心和99廣場等，以及在2008年開幕的大型商場荃新天地，上蓋為高級住宅萬景峰。沙咀道近大涌道及近德士古道兩端則為多間工業大廈。
沙咀道與大河道交界的路口本為一個迴旋處，迴旋處上有一個鐘樓，是荃灣1970-80年代的地標之一。但隨著荃灣人口日漸增加，迴旋處已不能應付來往這兩條荃灣區主幹道的龐大車流量，因為政府於約1980年代後期將路口改為交通燈路口，迴旋處上的鐘樓亦不知所終。

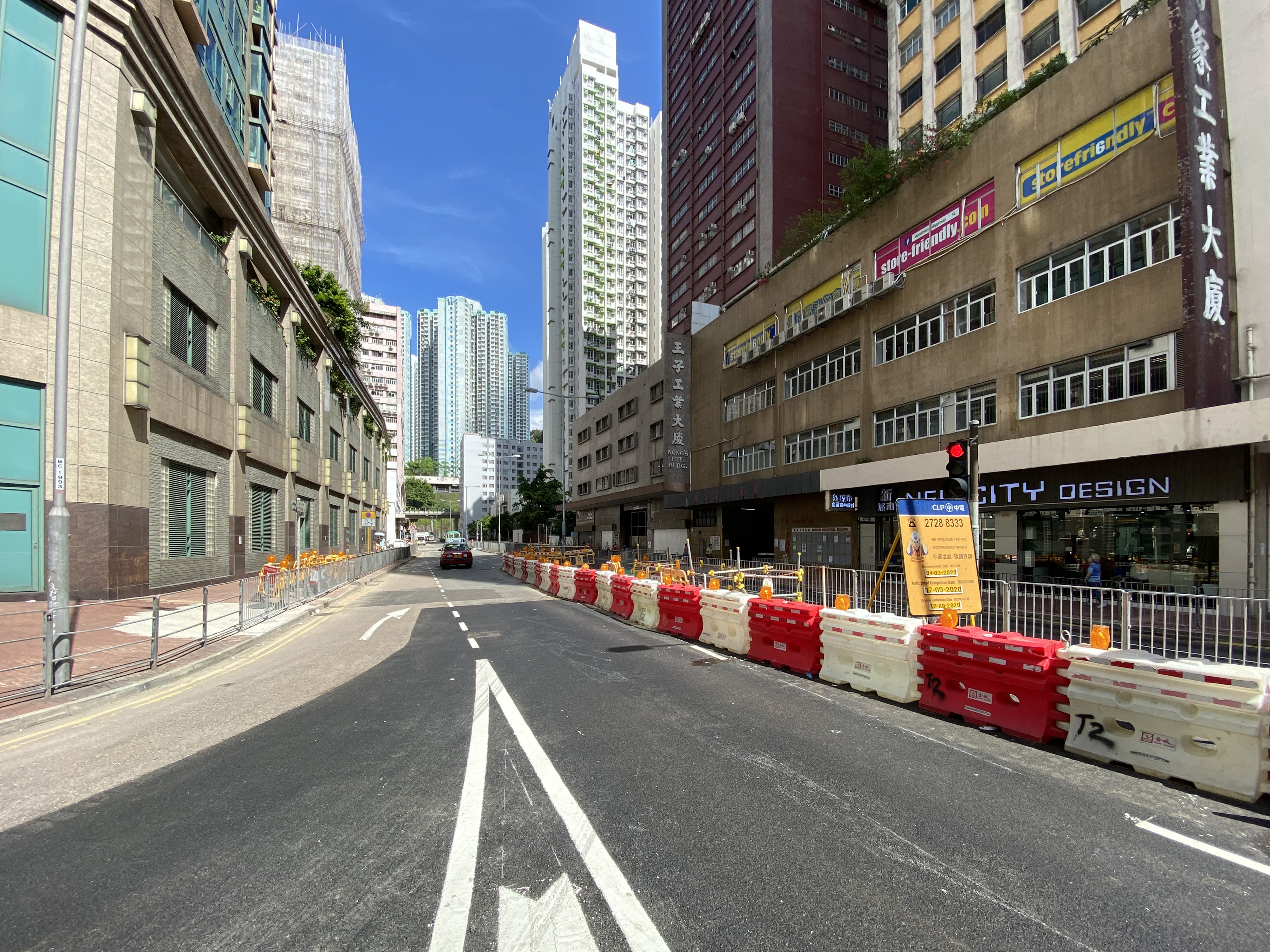
沙咀道東端
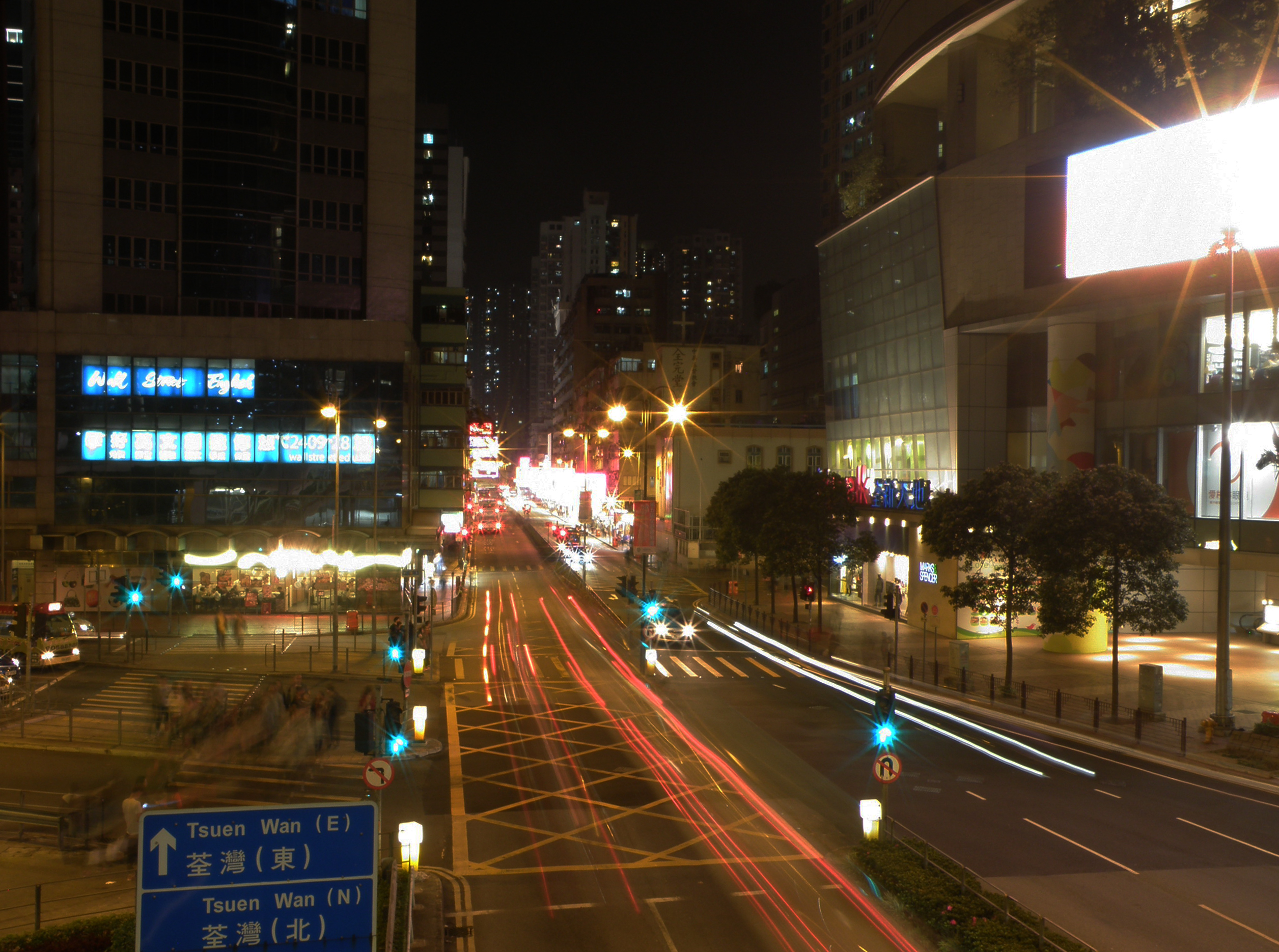
從沙咀道向東望，右方為荃新天地
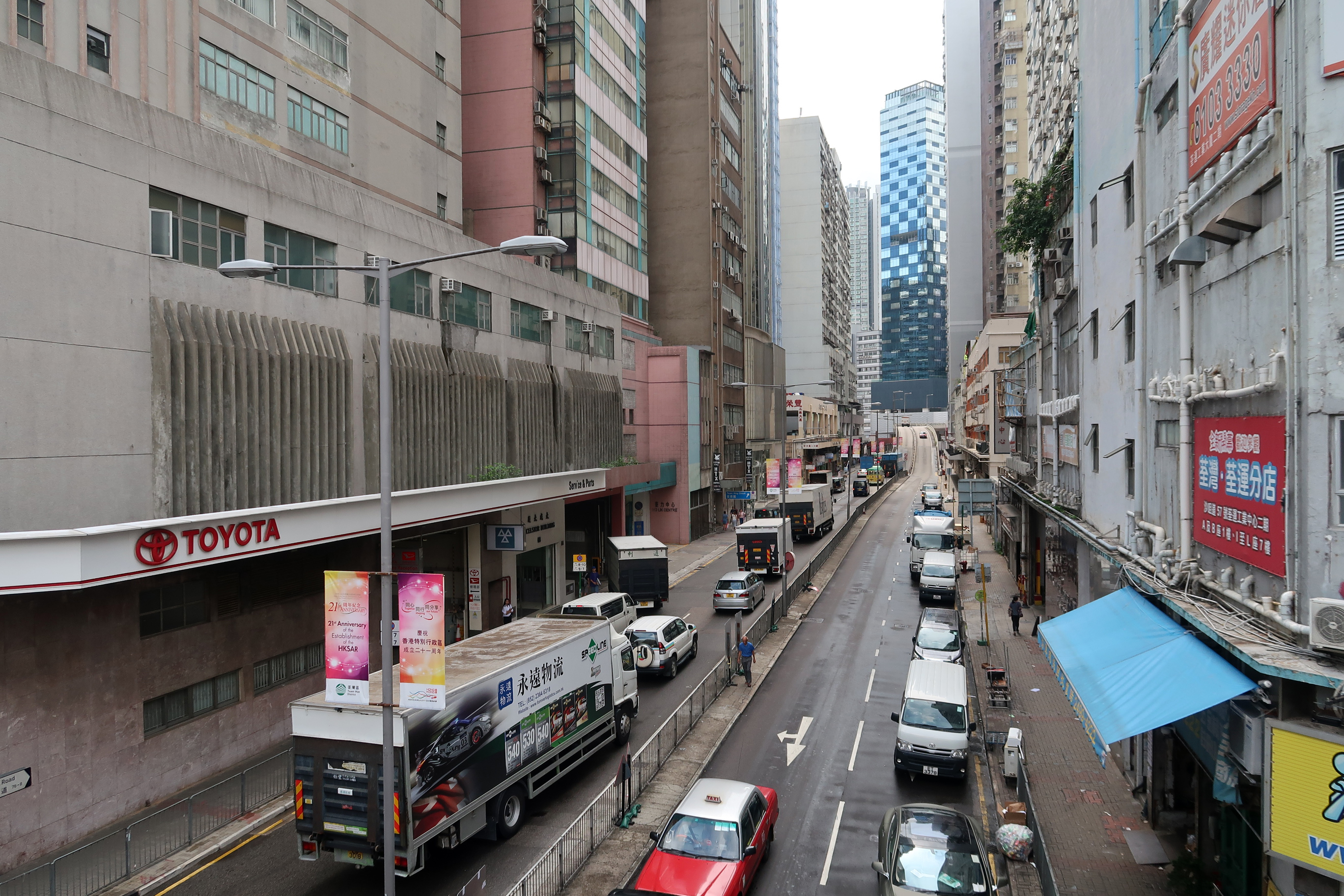
沙咀道近柴灣角一帶的工業大廈

## 荃灣綫走綫

地底集體運輸系統路綫圖1967年建議方案。荃灣站曾選址沙咀道地底。

1967年，顧問公司Freeman, Fox, and Partners於研究報告中建議荃灣、大窩口兩站設於沙咀道地底。但因後來荃灣綫的車廠決定於青山公路－荃灣段以北興建而將走綫北移，兩站的位置因而改為現時位置。